# Ochthebius ilanensis
Ochthebius ilanensis är en skalbaggsart som beskrevs av Manfred A. Jäch 1998. Ochthebius ilanensis ingår i släktet Ochthebius och familjen vattenbrynsbaggar. Inga underarter finns listade i Catalogue of Life.